# Epcot
Epcot, også skrevet med store bogstaver som EPCOT, er en temapark indeni Walt Disney World Resort i Bay Lake, Florida. Parken ejes og drives af The Walt Disney Company gennem dets Parks, Experiences and Products-division. Parken er inspireret af et urealiseret koncept udviklet af Walt Disney, og parken åbnede den 1. oktober 1982,  som EPCOT Center, og var den anden ud af i alt fire temaparker bygget i Walt Disney World efter Magic Kingdom Park. Parken strækker sig over 305 acres (1,23 km2), og er mere end dobbelt så stor som Magic Kingdom Park. Epcot er dedikeret til hylde menneskehedens præstationer, såsom teknologisk innovation og international kultur, og omtales ofte som en "permanent verdensmesse".  